# Formuladeildin (2010)/Strzelcy
Na Wyspach Owczych od 1 kwietnia do 23 października 2010 roku trwały rozgrywki Formuladeildin (2010), pierwszej ligi tego archipelagu w piłce nożnej mężczyzn. W przeciągu dwudziestu siedmiu kolejek zawodnicy zdobyli czterysta trzydzieści osiem bramek, co daje 3,21 gola na mecz. Padło dziewięć bramek samobójczych (ok. 2,05%), a około 16,9% wszystkich goli zdobyli zawodnicy spoza Wysp Owczych. Poniższa lista przedstawia strzelców bramek dla poszczególnych klubów.

## AB Argir
27 zdobytych bramek
6 gole
- Stig-Roar Søbstad[1]

4 gole
- Evrard Blé

3 gole
- Nicolaj Eriksen

2 gole
- Téhé Aristide
- Jákup Dam
- Morten Overgaard
- Tróndur Sigurðsson

1 gol
- Yohan Borðoy
- Dion Splidt Jacobsen
- Gunnar Haraldsen
- Mortan úr Hørg
- Alex Mellemgaard
- Ingvard Vang

## B36 Tórshavn
44 zdobyte bramki
7 goli
- Jákup á Borg
- Hjalgrím Elttør
- Christian Mouritsen

5 goli
- Róaldur Jacobsen
- Bárður Olsen

3 gole
- Høgni Eysturoy
- Klæmint Matras

2 gole
- Heini í Skorini

1 gol
- Fróði Clementsen
- Johan Ellingsgaard
- Odmar Færø
- Símun Joensen
- Magnus Olsen

## B68 Toftir
42 zdobyte bramki
10 goli
- Pól Jóhannus Justinussen

7 goli
- Ahmed Keita

5 goli
- Oddur Árnason Højgaard

4 gole
- Ndende Adama Guéye

2 gole
- Kristian Anthon Andreasen
- Ibrahima Camara
- Øssur Hansen
- André Olsen
- Jóhan Petur Poulsen

1 gol
- Jóhan Dávur Højgaard
- Jónleif Højgaard
- Niclas Fríðrikur Joensen
- Remi Langgaard
- Óli Højgaard Olsen

Gol samobójczy
- Túri Géza Tamas (Víkingur)

## B71 Sandoy
24 zdobyte bramki
6 goli
- Mads Hentze

4 gole
- Símun Hansen

3 gole
- Thomas Hans Rubeksen
- Ebbe Kristin Thomsen

2 gole
- Danilo Kovacevic
- Høgni Midjord
- Bojan Zivic

1 gol
- Mikkjal Hentze

Gol samobójczy
- Teitur Tausen (FC Suðuroy)

## EB/Streymur
65 zdobytych bramek
22 gole
- Arnbjørn Hansen

8 goli
- Hans Pauli Samuelsen
- Daniel Udsen

6 goli
- Gudmund Nielsen

4 gole
- Brian Olsen

3 gole
- Sorin Anghel[2]
- Gert Aage Hansen
- Alex José dos Santos

2 gole
- Egil á Bø

1 gol
- Pauli Hansen
- Kristoffur Jakobsen
- Bjarni Jørgensen
- Leif Niclasen

Gol samobójczy
- Jóhan Davidsen (NSÍ)
- Suni úr Hørg (FC Suðuroy)

## FC Suðuroy
33 zdobyte bramki
10 goli
- Jón Krosslá Poulsen

6 goli
- Mamuka Toronjadze

5 goli
- Obi Ikechukwu Charles

3 gole
- Palli Augustinussen
- Henning Joensen

2 gole
- Dan Djurhuus
- Teitur Tausen

1 gol
- Kasper Schultz
- Heini Vatnsdal

## HB Tórshavn
49 zdobytych bramek
13 goli
- Fróði Benjaminsen

8 goli
- Rógvi Poulsen

7 goli
- Andrew av Fløtum

4 gole
- Símun Samuelsen

3 gole
- Þórður Hreiðarsson
- Hendrik Rubeksen

2 gole
- Tór-Ingar Akselsen
- Milan Kuljic

1 gol
- Levi Hanssen
- Rógvi Holm
- Rókur Jespersen
- Kári Nielsen
- Jógvan Andrias Nolsøe
- Hanus Thorleifsson

Gol samobójczy
- Høgni Zachariassen (ÍF)

## ÍF Fuglafjørður
50 zdobytych bramek
11 goli
- Øssur Dalbúð

8 goli
- Nenad Saric

7 goli
- Andy Olsen

6 goli
- Bartal Eliasen

4 gole
- Dánjal á Lakjuni

3 gole
- Rógvi Jacobsen
- Frank Poulsen

2 gole
- Jan Ellingsgaard
- Kaj Ennigarð

1 gol
- Karl Løkin
- Áki Petersen
- Uni Petersen
- Høgni Zachariassen

## NSÍ Runavík
60 zdobytych bramek
22 goli
- Christian Høgni Jacobsen

11 goli
- Klæmint Olsen

5 goli
- Heðin á Lakjuni

4 gole
- Debes Danielsen
- Jann Ingi Petersen

2 gole
- Árni Frederiksberg
- Einar Hansen
- Jens Joensen

1 gol
- Erland Berg Danielsen
- Jóhan Davidsen
- Justinus Hansen
- Bogi Løkin
- Jann Martin Mortensen
- Ólavur í Ólavsstovu
- Károly Potemkin

Gol samobójczy
- Herbert í Lon Jacobsen (B36)

## Víkingur Gøta
44 zdobytych bramek
10 goli
- Sølvi Vatnhamar

7 goli
- Finnur Justinussen

5 goli
- Sam Jacobsen
- Páll Klettskarð
- Súni Olsen

2 gole
- Atli Gregersen

1 gol
- Hans Jørgen Djurhuus
- Bárður Hansen
- Hjartvard Hansen
- Hanus Jacobsen
- Sverri Jacobsen
- Áslakur Petersen
- Nenad Stanković

Gole samobójcze
- Erland Berg Danielsen (NSÍ)
- Jónhard Frederiksberg (NSÍ)
- Stanislav Kuzma (FC Suðuroy)